# Стів Сміт (баскетболіст)
Стівен Делано Сміт (англ. Steven Delano Smith, нар. 31 березня 1969, Гайленд-Парк, Мічиган, США) — американський професіональний баскетболіст, що грав на позиції атакувального захисника за низку команд НБА. Гравець національної збірної США. Чемпіон НБА, Олімпійський чемпіон 2000 року. Згодом — баскетбольний коментатор на Turner Sports.

## Ігрова кар'єра
На університетському рівні грав за команду Мічиган Стейт (1987—1991). 1990 року допоміг команді дійти до 1/8 фіналу турніру NCAA. Завершив студентську кар'єру на першому місці у списку найрезультативніших гравців університету з 2,263 очками.
1991 року був обраний у першому раунді драфту НБА під загальним 5-м номером командою «Маямі Гіт». Захищав кольори команди з Маямі протягом наступних 3 сезонів. У своєму першому сезоні в Маямі зіграв у 61 матчі, допомігши нещодавно створеній франшизі вийти до плей-оф. Там у першому раунді «Гіт» зустрілись з фаворитами «Чикаго» та вилетіли з турніру.
Сезон 1993—1994 став найкращим для Сміта у майці «Маямі», коли він набирав 17,3 очка та знову допоміг команді дійти до плей-оф, де «Гіт» програли «Атланті».
З 1994 по 1999 рік грав у складі «Атланта Гокс», куди разом з Грантом Лонгом перейшов в обмін на Кевіна Вілліса. У першому сезоні в Атланті набирав 16 очок за матч та разом з командою вийшов до плей-оф, де вилетів в першому раунді від «Індіани». У наступному сезоні набирав рекордні для себе на той час 18,1 очка за гру, утворивши захисний дует з Мукі Блейлоком. Команда на чолі з Ленні Вілкенсом здолала в першому раунді плей-оф «Індіану», але вилетіла в другому від «Орландо Меджик». Наступного сезону набирав рекордні для себе 20,1 очка за гру, будучи першою опцією в атаці та граючи в одній команді з Крістіаном Лейттнером та Дікембе Мутомбо. У першому раунді плей-оф команда пройшла «Детройт», але в наступному вилетіла від «Чикаго» Майкла Джордана.
Наступного року знову набирав 20,1 очка за матч та був названий учасником Матчу всіх зірок НБА, проте знову вилетів в другому раунді плей-оф, цього разу від «Шарлотт Горнетс». У сезоні 1998—1999 вчергове допоміг «Атланті» пробитися до плей-оф, де у першому раунді вона перемогла «Детройт», але вилетіла в другому раунді від «Нью-Йорк Нікс».
1999 року перейшов до «Портленд Трейл-Блейзерс», у складі якої провів наступні 2 сезони своєї кар'єри. У команді з Рашидом Воллесом та Скотті Піппеном у складі від Сміта більше не вимагалось бути першою опцією в атаці. У своєму першому сезоні в Портленді допоміг команді дійти до плей-оф, де «Трейл-Блейзерс» у першому раунді перемогли «Міннесоту», а в другому — «Юту». У фіналі конференції «Портленд» зустрівся з «Лос-Анджелес Лейкерс», які виграли серію у семи матчах, а згодом і фінал НБА.
Наступною командою в кар'єрі гравця була «Сан-Антоніо Сперс», куди був обміняний на Дерека Андерсона та Стіва Керра. Відіграв за команду з Сан-Антоніо 2 сезони. 2003 року став чемпіоном НБА у складі команди, перемігши у фіналі «Нью-Джерсі Нетс».
З 2003 по 2004 рік грав у складі «Нью-Орлінс Горнетс».
2004 року перейшов до «Шарлотт Бобкетс», у складі якої провів наступний сезон своєї кар'єри.
Останньою ж командою в кар'єрі гравця стала «Маямі Гіт», до складу якої він повернувся 2005 року в обмін на Маліка Аллена і за яку відіграв лише частину сезону.

## Статистика виступів в НБА
| † | Позначає сезон, в якому Стів Сміт ставав чемпіоном НБА |
| * | Лідер ліги                                             |

### Регулярний сезон
| Сезон              | Команда                   | GP  | GS  | MPG  | FG%  | 3P%   | FT%  | RPG | APG | SPG | BPG | PPG  |
| ------------------ | ------------------------- | --- | --- | ---- | ---- | ----- | ---- | --- | --- | --- | --- | ---- |
| 1991–1992          | «Маямі Гіт»               | 61  | 59  | 29.6 | .454 | .320  | .748 | 3.1 | 4.6 | 1.0 | 0.3 | 12.0 |
| 1992–1993          | «Маямі Гіт»               | 48  | 43  | 33.5 | .451 | .402  | .787 | 4.1 | 5.6 | 1.0 | 0.3 | 16.0 |
| 1993–1994          | «Маямі Гіт»               | 78  | 77  | 35.6 | .456 | .347  | .835 | 4.5 | 5.1 | 1.1 | 0.4 | 17.3 |
| 1994–1995          | «Маямі Гіт»               | 2   | 2   | 31.0 | .379 | .167  | .773 | 3.0 | 3.5 | 1.0 | 0.5 | 20.5 |
| 1994–1995          | «Атланта Гокс»            | 78  | 59  | 33.4 | .427 | .334  | .845 | 3.5 | 3.4 | 0.8 | 0.4 | 16.2 |
| 1995–1996          | «Атланта Гокс»            | 80  | 80  | 35.7 | .432 | .331  | .826 | 4.1 | 2.8 | 0.8 | 0.2 | 18.1 |
| 1996–1997          | «Атланта Гокс»            | 72  | 72  | 39.1 | .429 | .335  | .847 | 3.3 | 4.2 | 0.9 | 0.3 | 20.1 |
| 1997–1998          | «Атланта Гокс»            | 73  | 73  | 39.1 | .444 | .351  | .855 | 4.2 | 4.0 | 1.0 | 0.4 | 20.1 |
| 1998–1999          | «Атланта Гокс»            | 36  | 36  | 36.5 | .402 | .338  | .849 | 4.2 | 3.3 | 1.0 | 0.3 | 18.7 |
| 1999–2000          | «Портленд Трейл-Блейзерс» | 82  | 81  | 32.8 | .467 | .398  | .850 | 3.8 | 2.5 | 0.9 | 0.4 | 14.9 |
| 2000–2001          | «Портленд Трейл-Блейзерс» | 81  | 36  | 31.4 | .456 | .339  | .890 | 3.4 | 2.6 | 0.6 | 0.3 | 13.6 |
| 2001–2002          | «Сан-Антоніо Сперс»       | 77  | 76  | 28.7 | .455 | *.472 | .878 | 2.5 | 2.0 | 0.7 | 0.2 | 11.6 |
| 2002–2003          | «Сан-Антоніо Сперс»       | 53  | 18  | 19.5 | .388 | .331  | .833 | 1.9 | 1.3 | 0.5 | 0.2 | 6.8  |
| 2003–2004          | «Нью-Орлінс Горнетс»      | 71  | 4   | 13.1 | .406 | .402  | .928 | 1.1 | 0.8 | 0.2 | 0.1 | 5.0  |
| 2004–2005          | «Шарлотт Горнетс»         | 37  | 1   | 17.2 | .427 | .422  | .870 | 1.3 | 1.5 | 0.3 | 0.2 | 7.9  |
| 2004–2005          | «Маямі Гіт»               | 13  | 0   | 8.8  | .300 | .200  | .667 | 1.2 | 1.1 | 0.2 | 0.0 | 1.8  |
| Усього за кар'єру  | Усього за кар'єру         | 942 | 717 | 30.6 | .440 | .358  | .845 | 3.2 | 3.1 | 0.8 | 0.2 | 14.3 |
| В іграх усіх зірок | В іграх усіх зірок        | 1   | 0   | 16.0 | .500 | .400  | .000 | 3.0 | 0.0 | 0.0 | 0.0 | 14.0 |

### Плей-оф
| Сезон             | Команда                   | GP | GS | MPG  | FG%  | 3P%  | FT%   | RPG | APG | SPG | BPG | PPG  |
| ----------------- | ------------------------- | -- | -- | ---- | ---- | ---- | ----- | --- | --- | --- | --- | ---- |
| 1992              | «Маямі Гіт»               | 3  | 3  | 33.3 | .529 | .636 | .833  | 2.0 | 5.0 | 1.3 | 0.3 | 16.0 |
| 1994              | «Маямі Гіт»               | 5  | 5  | 38.4 | .413 | .409 | .840  | 6.0 | 2.2 | 0.8 | 0.4 | 19.2 |
| 1995              | «Атланта Гокс»            | 3  | 3  | 36.0 | .395 | .389 | .842  | 2.7 | 2.0 | 2.0 | 0.3 | 19.0 |
| 1996              | «Атланта Гокс»            | 10 | 10 | 42.1 | .439 | .410 | .808  | 4.1 | 3.2 | 1.3 | 1.3 | 21.7 |
| 1997              | «Атланта Гокс»            | 10 | 10 | 42.1 | .396 | .327 | .824  | 3.9 | 1.7 | 0.4 | 0.1 | 18.9 |
| 1998              | «Атланта Гокс»            | 4  | 4  | 40.0 | .574 | .500 | .688  | 2.8 | 2.3 | 0.5 | 0.8 | 24.8 |
| 1999              | «Атланта Гокс»            | 9  | 9  | 39.6 | .353 | .273 | .907  | 3.4 | 3.3 | 1.6 | 0.2 | 17.3 |
| 2000              | «Портленд Трейл-Блейзерс» | 16 | 16 | 37.8 | .486 | .547 | .885  | 2.5 | 2.8 | 1.2 | 0.3 | 17.1 |
| 2001              | «Портленд Трейл-Блейзерс» | 3  | 3  | 40.7 | .471 | .364 | .938  | 4.3 | 2.3 | 0.7 | 0.3 | 17.0 |
| 2002              | «Сан-Антоніо Сперс»       | 10 | 10 | 29.8 | .368 | .263 | .967  | 3.4 | 1.7 | 0.8 | 0.1 | 10.3 |
| 2002–2003         | «Сан-Антоніо Сперс»       | 9  | 0  | 7.3  | .208 | .167 | 1.000 | 0.8 | 0.7 | 0.1 | 0.0 | 1.8  |
| 2004              | «Нью-Орлінс Горнетс»      | 5  | 0  | 9.2  | .462 | .545 | .667  | 1.6 | 0.2 | 0.0 | 0.0 | 6.4  |
| 2005              | «Маямі Гіт»               | 3  | 0  | 2.7  | .000 | .000 | .000  | 0.0 | 0.0 | 0.0 | 0.0 | 0.0  |
| Усього за кар'єру | Усього за кар'єру         | 90 | 73 | 32.2 | .426 | .394 | .858  | 3.0 | 2.2 | 0.9 | 0.3 | 14.9 |

## Виступи за збірну
1994 року став чемпіоном світу у складі збірної США, а 2000 року став оліймпійським чемпіоном Сіднея.

## Особисте життя
Одружений, виховує двох синів. Є двоюрідним братом баскетболіста Кея Фелдера.
Відомий своєю благодійною діяльністю. 1997 року пожертвував 2,5 млн доларів своїй альма-матер Університету штату Мічиган. Це стало найбільшим внеском, зробленим спортсменом для закладу, де він навчався, в історії США.
Певний час працював коментатором матчів NCAA на Big Ten Network, а 2008 року — матчів НБА на NBA TV.